# Bram Van Braeckevelt

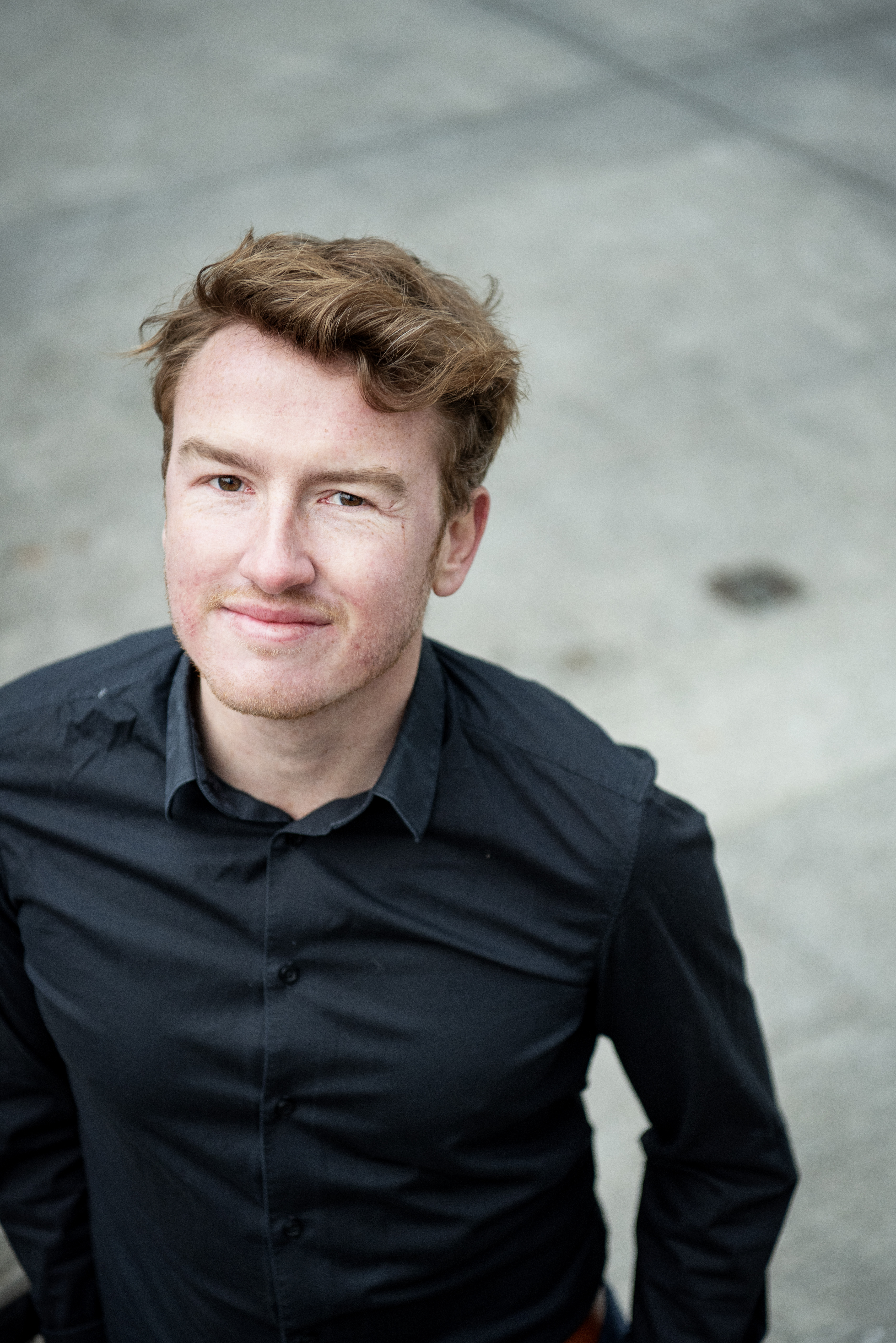
Bram Van Braeckevelt

Bram Dries Van Braeckevelt (11 september 1986) is een Belgisch politicus en lid van Groen.
Van Braeckevelt is schepen van Netheid, Toerisme, Werk en Feesten van Stad Gent. 

## Opleiding en professionele carrière
Van Braeckevelt groeide op in Oostkamp bij Brugge, als jongste van drie kinderen. Hij volgde middelbare studies aan het Brugse Sint-Franciscus-Xaveriusinstituut.
Hij behaalde een Bachelor in het Sociocultureel Werk en een Master in de Internationale Politiek aan de UGent.
Daarna werd hij nationaal sectorverantwoordelijke bij de ACLVB, waar hij kon doorgroeien tot vakbondssecretaris. Daar bleef hij actief tot 2019, toen hij schepen werd in Gent.

## Politieke loopbaan
Van Braeckevelt is sinds 2010 actief als politicus bij Groen Gent. Hij startte zijn politieke carrière echter bij de partij Spirit, later hernoemd tot de Sociaal-Liberale Partij. Hij was kandidaat bij de gemeenteraadsverkiezingen van 2006 in Oostkamp en bij de regionale verkiezingen van 2009. Van Braeckevelt werd niet verkozen.
In 2010 kozen de leden van de Sociaal-Liberale Partij ervoor om de partij te ontbinden en zich aan te sluiten bij Groen. Ook Van Braeckevelt maakte de keuze voor Groen. Hij werd voorzitter van de lokale jongerenafdeling Jong Groen Gent in 2011 en 2012.
Bij de lokale verkiezingen van 2012 werd Van Braeckevelt, samen met 10 andere Groenen, verkozen voor de Gentse gemeenteraad. In de gemeenteraad zette Van Braeckevelt voornamelijk in op meer verkeersveiligheid, meer groen in de buurt, en meer werkbaar werk.
In 2013 en 2014 werd Van Braeckevelt verkozen als voorzitter van de nationale jongerenafdeling Jong Groen, samen met Lies Corneillie (in 2013) en met Wanda Lauwers (in 2014).
In 2015 werd Van Braeckevelt verkozen tot fractieleider van Groen Gent, waar hij Dirk Holemans opvolgde. Hij trad ook toe als verkozen lid van het nationaal partijbestuur van Groen.
Bij de lokale verkiezingen van 2018 werd Van Braeckevelt opnieuw verkozen als gemeenteraadslid. Hij werd door de groen-fractie ook afgevaardigd als schepen. Hij kreeg er de portefeuilles Personeel, Werk en Sociale Economie, Openbare Netheid en Toerisme. 
Vanaf 2022 werd Van Braeckevelt ook bevoegd voor Evenementen en Feesten. De bevoegdheid Personeel droeg hij op dat moment over aan Hafsa El-Bazioui (Groen), die Annelies Storms opvolgde als schepen in het Gentse college.

## Standpunten

### Personeel
Van Braeckevelt wil van Stad Gent een voorbeeldwerkgever maken. Daarbij wordt sterk ingezet op een meer diverse instroom, en op inclusieve werkvloeren voor mensen met een andere herkomst, arbeidsbeperking of andere geaardheid. Daarnaast staat ook gelijkwaardigheid tussen personeelsleden in dezelfde job centraal. Zo wordt het onderscheid tussen statutaire ambtenaren en contractuelen zo goed mogelijk weggewerkt.

### Werk en Sociale economie
Van Braeckevelt sloot in de zomer van 2019 het 'Arbeidspact voor Gent' af. Daarin werkt hij samen met de sociale partners (ABVV, ACLVB, ACV, Voka, UNIZO) en VDAB aan de arbeidsmarkt van de toekomst. Centraal staat het wegwerken van de mismatch tussen vraag en aanbod op de arbeidsmarkt, door onderwijs en arbeidsmarkt dichter bij elkaar te brengen. Levenslang leren en 21ste-eeuwse vaardigheden staan centraal. Hij pleit voor opleiding en vlottere transities van werk naar werk. Van Braeckevelt benadrukt werkbaar werk en het belang van duurzame en kwalitatieve jobs die in evenwicht zijn met bv. een zorgrol thuis. Aandacht voor diversiteit en digitalisering lopen horizontaal doorheen het Arbeidspact. Van Braeckevelt gaf mee de opdracht voor het uitvoeren van praktijktesten op de arbeidsmarkt in Gent. 

### Openbare Netheid
Van Braeckevelt zet zich in voor een net en afvalarm Gent. Een correcte afvalinzameling, minder restafval en een zo ecologisch mogelijke afvalverwerking, zijn daarbij cruciaal. Tegelijkertijd wil hij dicht bij de medewerkers van IVAGO blijven staan. Elk jaar gaat Van Braeckevelt mee op ronde achterop de vuilniskar, voor de ophaling van restafval, pmd en glas.

### Toerisme
Van Braeckevelt stelt een duurzaam en kwaliteitsvol toerisme voorop: aantrekkelijkheid en leefbaarheid van Gent moeten in een gezond evenwicht zijn. In 2019 organiseerde hij een stadsdebat over het 'Toerisme van de toekomst' om ook de Gentenaars en de toeristische sector inspraak te geven bij zijn beleid. Enkele maanden later veranderde de coronacrisis het speelveld echter ingrijpend. Van Braeckevelt werkt nu samen met de sector om het toerisme in Gent weer op een gezond niveau te brengen. De transitie naar een duurzaam toerisme staat centraal in de relance.

### Evenementen en Feesten
Van Braeckevelts aandacht voor inclusiviteit en duurzaamheid zet zich door in zijn visie op evenementen- en feestenbeleid. Zijn beleid focust zich op toegankelijke evenementen en op het verduurzamen ervan. Een van de maatregelen die hij nam, was dat minstens de helft van de vergunde tijdelijke eetstanden op de Gentse Feesten van 2022 enkel vegetarisch eten mag aanbieden.

## Varia
- Van Braeckevelt spreekt ook Vlaamse Gebarentaal. Hij groeide immers op in een gezin met dove ouders, en ook zijn zus is doof. Hijzelf en zijn broer zijn horend. Zijn moeder was poetsvrouw en zijn vader werkte in een beschutte werkplaats. Van Braeckevelt geeft aan dat die afkomst is een belangrijk deel van zijn identiteit is, waar hij fier op is. "Door in die omstandigheden op te groeien, heb ik een grote gevoeligheid gekweekt voor kwetsbare mensen die anderstalig en onzeker zijn, en weten wat discriminatie is." [5]
- Van Braeckevelt woont met zijn vrouw, zoon en dochter in Gentbrugge.
- Van Braeckevelt was het eerste mannelijke gemeenteraadslid in Gent dat vaderschapsverlof opnam.
- In 2016 kwam Van Braeckevelt nationaal in het nieuws als politicus met het meeste aantal mandaten. Daarbij werd echter geen onderscheid gemaakt tussen de professionele mandaten van Van Braeckevelt in opdracht van ACLVB enerzijds en zijn politieke mandaten anderzijds. Uiteindelijk bleek minder dan een op vier mandaten politiek te zijn. Meer dan 3 op 4 mandaten waren immers gekoppeld aan Van Braeckevelts job bij ACLVB.[6]